# Абонкур (Мозел)
Абонкур (фр. Aboncourt) насеље је и општина у североисточној Француској у региону Лорена, у департману Мозел која припада префектури Тионвил Ест.
По подацима из 2011. године у општини је живело 392 становника, а густина насељености је износила 66,44 становника/km². Општина се простире на површини од 5,9 km². Налази се на средњој надморској висини од 195 метара (максималној 315 m, а минималној 192 m).

## Демографија
| 1962. | 1968. | 1975. | 1982. | 1990. | 1999. | 2011. |
| ----- | ----- | ----- | ----- | ----- | ----- | ----- |
| 247   | 287   | 240   | 338   | 337   | 346   | 392   |

График промене броја становника у току последњих година